# Limina
Limina là một đô thị ở tỉnh Messina trong vùng Sicilia của Italia, có vị trí cách khoảng 170 km về phía đông của Palermo và vào khoảng 35 km về phía tây nam của Messina. Tại thời điểm ngày 31 tháng 12 năm 2004, đô thị này có dân số 978 người và diện tích là 9,8 km².
Limina giáp các đô thị: Antillo, Casalvecchio Siculo, Forza d'Agrò, Mongiuffi Melia, Roccafiorita.